# Dobsa Elek (földbirtokos)
Dobsa Elek (Érsemjén, 1819. május 13. – Székipuszta, 1886. június 23.) földbirtokos.

## Életpályája
Dobsa Elek 1819. május 13-án született Érsemjénben Dobsa László és Szilágyi Klára gyermekeként. Testvérei Miklós, Petronella és Sándor voltak.
Nejétől, Horváth Máriától gyermekei: Miklós, Géza, Margit, Jenő és Elemér voltak.
Földbirtokos és szolgabíró volt. Gazdasági témájú cikkei 1866–1867 körül jelentek meg a talajjavításról, szőlőművelésről és borkészítésről.
A Kelemér melletti Székipusztán érte a halál 1886. június 24-én, 67 éves korában.

## Gazdasági témájú cikkei
- A szőlőművelés
- A vizenyős talaj javítása (Kertész Gazda 1866)
- Gyümölcsbor
- A szőlőke bora (Uo. 1867)